# Waldola
Waldola is een geslacht van kreeftachtigen uit de klasse van de Malacostraca (hogere kreeftachtigen).

## Soort
- Waldola schmitti Holthuis, 1951